# جوائز رابطة محترفات التنس

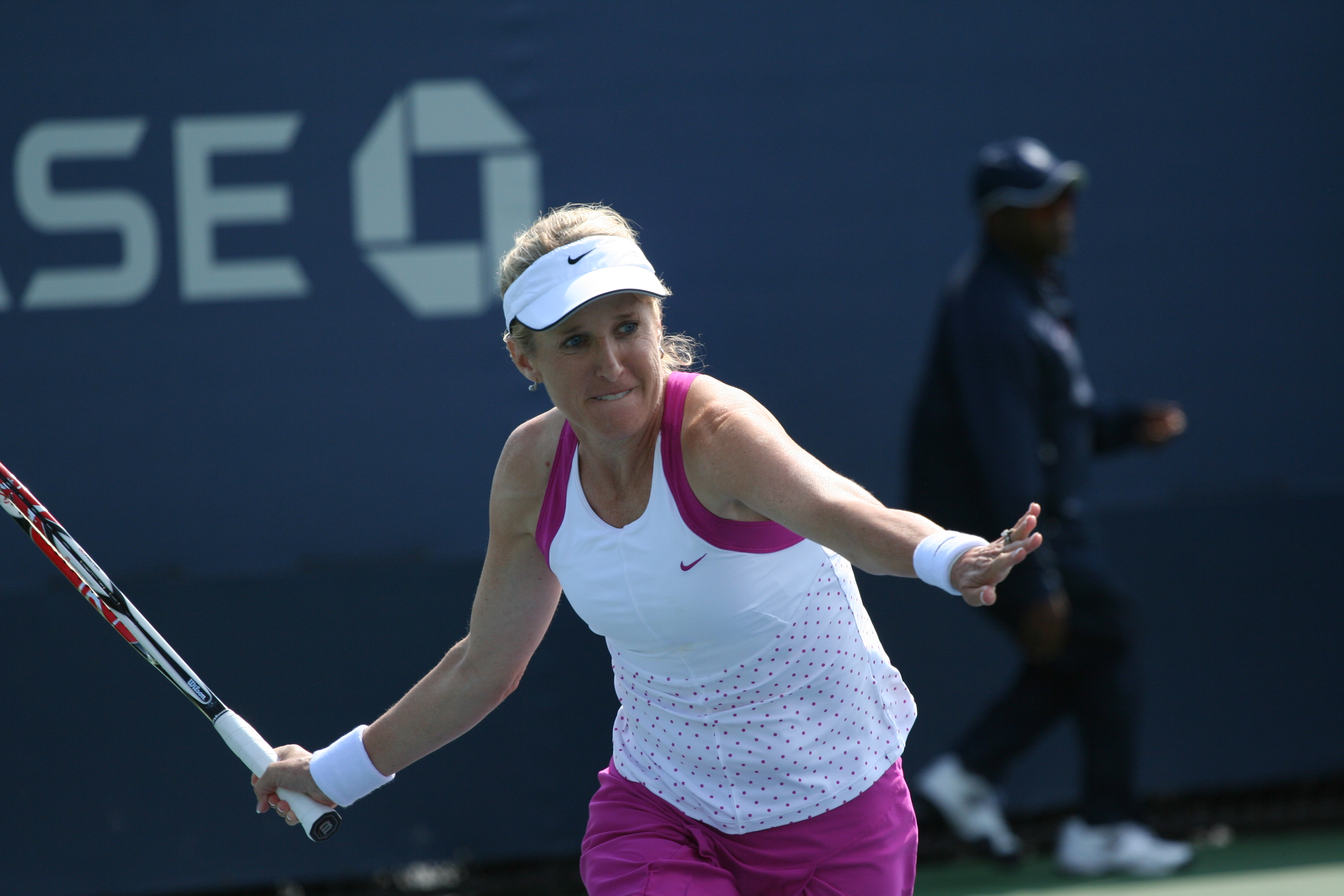
أبطال بطولة أمريكا المفتوحة للتنس يوم الأربعاء 9 سبتمبر 2009

جوائز رابطة محترفات التنس تضم قائمة لجميع الجوائز التي يتم تقديمها من قبل رابطة محترفات التنس (WTA) إلى أهم اللاعبين والبطولات بناءً على أدائهم خلال الموسم الرياضي أو في حياتهم المهنية، وهي مقسمة إلى 10 فئات يتم تقديمها تحت مسمها هي عدة: وهي جائزة أفضل لاعبة رابطة لاعبات التنس المحترفات في العام تسمى أيضا جائزة كريس إيفرت تقدم هذه الجائزة للاعب الذي أظهر مستوى عاليًا من التحسن في لعبتها على مدار العام ووصل بشكل كبير إلى تصنيف رابطة محترفات التنس أعلى و جائزة أفضل لاعبة رابطة لاعبات التنس المحترفات عائدة في العام
تُمنح هذه الجائزة للاعب الذي حقق عودة رائعة في الرياضة ورسخ نفسه كواحد من أفضل اللاعبين من خلال التغلب على إصابة خطيرة.
جائزة خدمة بيتشي كيلماير وتم تسمية الجائزة على اسم بيتشي كيلماير ، اللاعب السابق والمدير الأول للجولة في حلبة فرجينيا سليمز الوليدة (مقدمة لجولة رابطة محترفات التنس). في عام 2020 ، تم تقديم الجائزة إلى جميع أعضاء مجلس لاعبي اتحاد لاعبات التنس المحترفات ، حيث عملت المجموعة بجدية على مناقشة المقترحات والحصول على الملاحظات لمساعدة الجولة على العودة بأمان ونجاح ، كل ذلك مع التزام مكرس تجاه زملائهم اللاعبين ، بعد تعليق الجولة بسبب جائحة كوفيد -19.
- جائزة رابطة لاعبات التنس المحترفات دايموند آيسز
- جائزة كارين كرانتزكي للروح الرياضية
- جائزة رابطة لاعبات التنس المحترفات للاعبة الأكثر تطوراً

## جوائز رابطة محترفات التنس

### عقد 2000
| عام  | أفضل لاعبة لهذا العام | أفضل لاعبة عائدة لهذا العام | جائزة خدمة بيتشي كيلماير | جائزة دايموند آيسز | جائزة كارين كرانتزكي للروح الرياضية | اللاعبة الأكثر تطوراً | فريق الزوجي لهذا العام | الوافد الجديد لهذا العام |
| ---- | --------------------- | --------------------------- | ------------------------ | ------------------ | ----------------------------------- | -------------------- | ---------------------- | ------------------------ |
| 2000 | فينوس ويليامز         |                             |                          |                    |                                     |                      |                        |                          |
| 2001 | جينيفر كابرياتي       |                             |                          |                    |                                     |                      |                        |                          |
| 2002 | سيرينا ويليامز        |                             |                          |                    |                                     |                      |                        |                          |
| 2003 |                       |                             |                          |                    |                                     |                      |                        |                          |
| 2004 |                       |                             |                          |                    |                                     |                      |                        |                          |
| 2005 |                       |                             |                          |                    |                                     |                      |                        |                          |
| 2006 |                       |                             |                          |                    |                                     |                      |                        |                          |
| 2007 |                       |                             |                          |                    |                                     |                      |                        |                          |
| 2008 |                       |                             |                          |                    |                                     |                      |                        |                          |
| 2009 |                       |                             |                          |                    |                                     |                      |                        |                          |

### عقد 2010
| عام  | أفضل لاعبة لهذا العام | أفضل لاعبة عائدة لهذا العام | جائزة خدمة بيتشي كيلماير | جائزة دايموند آيسز    | جائزة كارين كرانتزكي للروح الرياضية | اللاعبة الأكثر تطوراً | فريق الزوجي لهذا العام               | الوافد الجديد لهذا العام |
| ---- | --------------------- | --------------------------- | ------------------------ | --------------------- | ----------------------------------- | -------------------- | ------------------------------------ | ------------------------ |
| 2010 | كيم كلايسترز (2)      | جوستين هينين                | كيم كلايسترز (3)         | سامانثا ستوسور        | إيلينا ديمنتييفا (2)                | فرانشيسكا سكيافوني   | جيزيلا دولكو فلافيا بينيتا           | بيترا كفيتوفا            |
| 2011 | بيترا كفيتوفا         | سابين ليزيكي                | فرانشيسكا سكيافوني       | كارولين فوزنياكي      | بيترا كفيتوفا                       | بيترا كفيتوفا        | كفيتا بيشكه كاترينا سريبوتنيك        | ايرينا كاميليا باغو      |
| 2012 | سيرينا ويليامز (4)    | ياروسلافا شفيدوفا           | فينوس ويليامز            | فيكتوريا أزارينكا     | كيم كلايسترز (8)                    | ساره إيراني          | ساره إيراني روبيرتا فينسي            | لورا روبسون              |
| 2013 | سيرينا ويليامز (5)    | أليسا كليبانوفا             | فينوس ويليامز (2)        | فيكتوريا أزارينكا (2) | بيترا كفيتوفا (2)                   | سيمونا هاليب         | ساره إيراني روبيرتا فينسي (2)        | أوجيني بوشار             |
| 2014 | سيرينا ويليامز (6)    | ميريانا لوشيتش              | لوسي سافاروفا            | بيترا كفيتوفا         | بيترا كفيتوفا (3)                   | أوجيني بوشار         | ساره إيراني روبيرتا فينسي (3)        | بيلندا بنشيتش            |
| 2015 | سيرينا ويليامز (7)    | فينوس ويليامز               | لوسي سافاروفا (2)        | كارولين فوزنياكي (2)  | بيترا كفيتوفا (4)                   | تيميا باشينسكي       | مارتينا هينجيز سانيا ميرزا           | داريا غافريلوفا          |
| 2016 | أنجليك كيربر          | دومينيكا سيبولكوفا          | لوسي سافاروفا (3)        | سيمونا هاليب          | بيترا كفيتوفا (5)                   | جوانا كونتا          | كارولين غارسيا كريستينا ملادينوفيتش  | نعومي أوساكا             |
| 2017 | غاربيني موغوروزا      | سلون ستيفنز                 | لوسي سافاروفا (4)        | أنجليك كيربر          | بيترا كفيتوفا (6)                   | يلينا أوستابينكو     | مارتينا هينجيز تشان ينغ جان          | سيسي بيليس               |
| 2018 | سيمونا هاليب          | سيرينا ويليامز (2)          | بيثيان ماتيك ساندز       | يلينا سفيتولينا       | بيترا كفيتوفا (7)                   | كيكي بيرتينس         | باربورا كرجتشيكوفا كاترينا سينياكوفا | أرينا سابالينكا          |
| 2019 | أشلي بارتي            | بيلندا بنشيتش               | غابرييلا دابروفسكي       | كيكي بيرتينس          | بيترا كفيتوفا (8)                   | صوفيا كينين          | تيميا بابوش كريستينا ملادينوفيتش     | بيانكا أندريسكو          |

### عقد 2020
| عام  | أفضل لاعبة لهذا العام | أفضل لاعبة عائدة لهذا العام | جائزة خدمة بيتشي كيلماير | جائزة دايموند آيسز | جائزة كارين كرانتزكي للروح الرياضية | اللاعبة الأكثر تطوراً | فريق الزوجي لهذا العام               | الوافد الجديد لهذا العام |
| ---- | --------------------- | --------------------------- | --- | ------------------ | ----------------------------------- | -------------------- | ------------------------------------ | ------------------------ |
| 2020 | صوفيا كينين           | فيكتوريا أزارينكا           | كريستي آهن غابرييلا دابروفسكي (2) ماديسون كيز جوانا كونتا ألكسندرا كرونتش كريستينا مكهيل كريستينا ملادينوفيتش أنستازيا بافليوتشينكوفا سلون ستيفنز دونا فيكك |                    | ماري بوزكوفا                        | إيغا شفيونتيك        | تيميا بابوش كريستينا ملادينوفيتش (2) | ناديه بودوروسكا          |